# Акурио, Джон
Джон Нейд Аку́рио Рами́рес (исп. Jhon Neid Acurio Ramírez; род. 18 января 2007, Бабаойо) — эквадорский футболист, нападающий клуба «Барселона» (Гуаякиль).

## Клубная карьера
Акурио — воспитанник клуба «Барселона». 29 мая 2023 года в матче против «Эль Насьональ» он дебютировал в эквадорской Примере.

## Международная карьера
В 2023 году в составе юношеской сборной Эквадора Акурио принял участие в домашнем юношеском чемпионате Южной Америки. На турнире он сыграл в матчах против сборных Парагвая, Бразилии и дважды Чили.